# Eduard Veith
Pour les articles homonymes, voir Veith.
 (avril 2024).
Eduard Veith (né le 30 mars 1858 à Neutitschein, mort le 18 mars 1925 à Vienne) est un peintre autrichien.

## Biographie
Eduard Veith est le fils du peintre décoratif Julius Veith (1820-1887) et de son épouse Susanna Schleif (1827-1883). Dans un premier temps, il reçoit une formation pour exercer le métier de son père. Il devient ensuite l'élève de Ferdinand Laufberger à l'université des arts appliqués de Vienne. Il termine ses études en créant des sgraffites pour les bâtiments d'exposition de l'Exposition Universelle de Paris. Il rentre ensuite en Autriche, où il aide son père à peindre des églises, des synagogues et d'autres bâtiments cérémoniels. Des voyages d'études le conduisent en Italie, en Belgique et à Tunis.

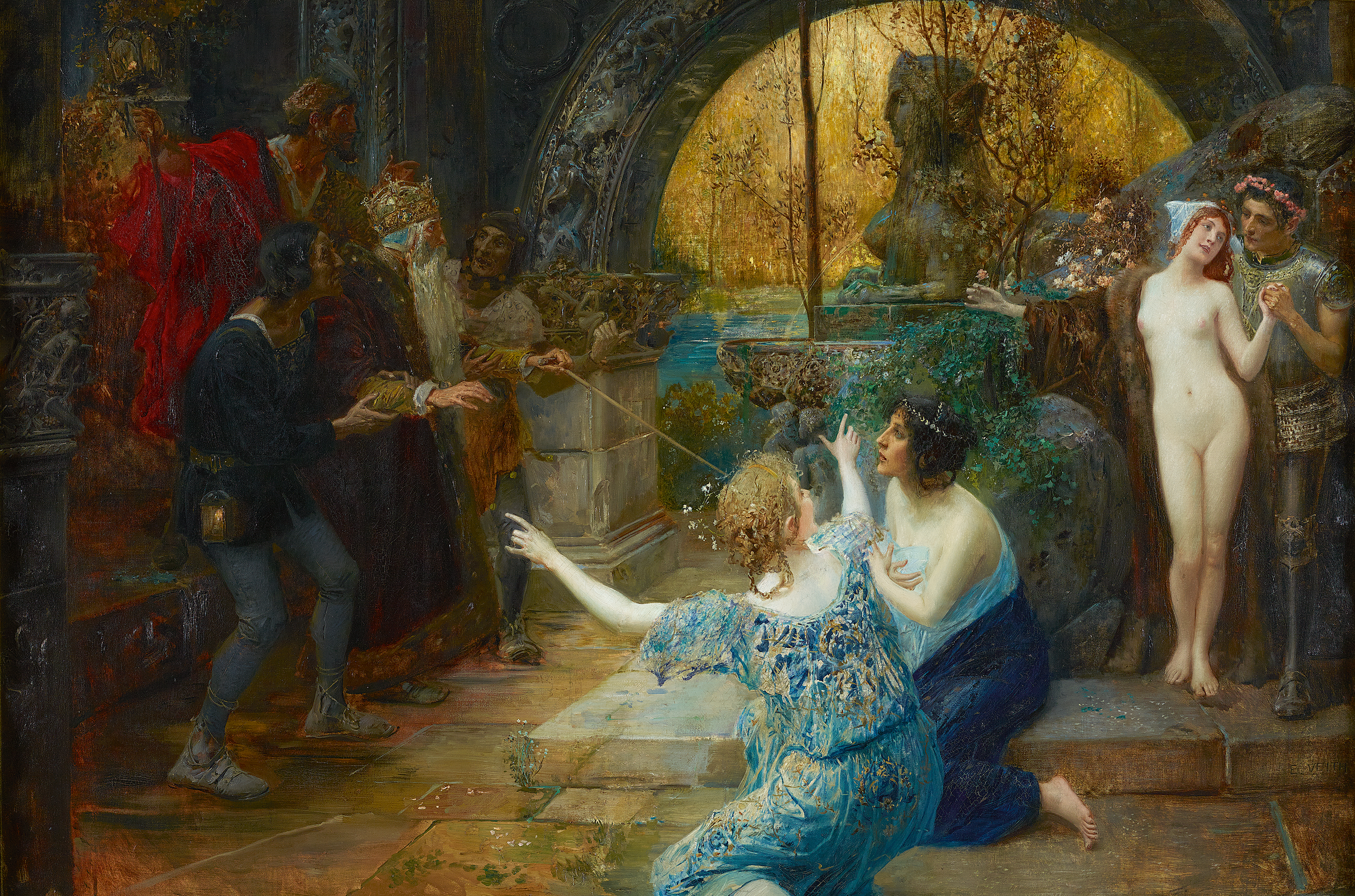
La Fontaine de Jouvence, vers 1890.

À partir de 1890, Veith est membre du Künstlerhaus de Vienne. Il enseigne ensuite à l'École des arts appliqués du Musée autrichien de l'art et de l'industrie et est nommé professeur ordinaire en 1920. En 1896, il reçoit une petite médaille d'or à la Grande exposition d'art de Berlin.
En plus de ses peintures, il réalise des décorations intérieures pour un certain nombre de bâtiments de la Ringstraße et des décors en trompe-l'œil. Il collabore souvent avec les architectes Fellner & Helmer pour des dizaines de théâtres et d'opéras dans tout l'empire austro-hongrois.
En 1911, il se marie à Bertha Griesbeck (née en 1872 à Augsbourg, morte en 1952 à Vienne).
Sa tombe honorifique au cimetière de Döbling (groupe 32, rangée 1, n° 11) est conçue par le sculpteur Georg Leisek.